# Рудзевич, Николай Александрович
Николай Александрович Рудзевич (1811—1889) — генерал-лейтенант (18.02.1860), герой Польской кампании 1831 года и Крымской войны, наказной атаман Кавказского линейного казачьего войска (15.05.1855-19.11.1860), Костромской губернатор (1861-1866).

## Биография
Родился в 1811 году. Крымский дворянин с татарскими и греческими корнями, семья — крупные землевладельцы. Внук Е. И. Нотара. Сын генерала от инфантерии А. Я. Рудзевича и Марфы Евстафьевны Нотара (1775—1856).
Общее образование получил в Ришельевском лицее. 6 ноября 1825 года поступил на военную службу в армейскую кавалерию. В офицеры был произведён 25 марта 1828 года и сразу принял участие в русско-турецкой войне 1828-1829 годов. За ряд боевых отличий был награждён орденом Святой Анны 3-й степени с бантом.
В 1831 году находился в Польше и сражался с мятежниками. За штурм Варшавы и за другие сражения этой войны получил орден Святого Владимира 4-й степени с бантом и золотую шпагу с надписью «За храбрость» (5 мая 1832 года).
В 1844 году назначен командиром Варшавского жандармского дивизиона. В полковники был произведён в 1845 году. 26 ноября 1850 года за беспорочную выслугу 25 лет в офицерских чинах пожалован орденом Святого Георгия 4-й степени (№ 8417 по кавалерскому списку Григоровича — Степанова).
В 1853—1855 годах участвовал в Крымской войне. За отличие в боях против англо-французских войск был награждён орденом Святого Станислава 1-й степени с мечами (1857 год) и орденом Святой Анны 1-й степени с мечами (1858 год). 27 марта 1855 года был произведён в генерал-майоры.
15 мая 1855 года был назначен наказным атаманом Кавказского линейного казачьего войска и участвовал в боевых действиях против горцев, а именно в покорении Чечни и Дагестана. 18 февраля 1860 года был произведён в генерал-лейтенанты.
Когда возникло предположение об образовании из Кавказского и Черноморского войск двух новых областей — Кубанской и Терской, Рудзевич в особой докладной записке князю А. И. Барятинскому высказался против этого преобразования, чем заслужил холодность со стороны Барятинского. После преобразования Кавказского и Черноморского войск, 19 ноября 1860 года, Рудзевич, поэтому, был назначен в распоряжение главнокомандующего войсками в Царстве Польском.
С 11 июля 1861 года был зачислен по Кубанскому казачьему войску и назначен Костромским губернатором. В 1863 году был пожалован орденом Святого Владимира 2-й степени с мечами. 9 декабря 1866 года был зачислен по армейской кавалерии: состоял по Министерству внутренних дел, при котором числился до января 1885 года. После чего был зачислен в запас, получив 30 августа 1878 года орден Белого орла.
Скончался в июне 1889 года. Погребён в Симферополе.

## Семья
- Сын Николай был действительным статским советником.

## Награды
Российские:
- Орден Святой Анны 3-й степени с бантом (06.12.1828)

- Орден Святого Владимира 4-й степени с бантом (22.03.1831)

- Знак отличия за военное достоинство 4-й степени (1831)

- Золотая шпага с надписью "За храбрость" (05.05.1832)

- Орден Святого Станислава 2-й степени (18.12.1835)

- Орден Святой Анны 2-й степени (17.07.1838)

- Императорская корона к ордену Святого Станислава 2-й степени (14.03.1842)

- Императорская корона к ордену Святой Анны 2-й степени (02.08.1846)

- Орден Святого Владимира 3-й степени (03.09.1849)

- Орден Святого Георгия 4-й степени (26.11.1850)

- Орден Святого Станислава 1-й степени с мечами (1857)

- Орден Святой Анны 1-й степени с мечами (1858)

- Орден Святого Владимира 2-й степени с мечами (17.04.1863)

- Орден Белого орла (30.08.1878)

Иностранные:
- Гессен-Дармштадтский орден Людвига (1841)
- Датский орден Данеброг (1843)
- Прусский орден Красного орла 2-го класса (1851)
- Австрийский орден Железной короны 2-го класса (1853)